# 죠니시 케이
죠니시 케이(일본어: 上西 恵,じょうにし けい, 1995년 3월 18일 ~ )는 일본의 여성 아이돌 그룹 전 NMB48 팀N의 멤버이다. 또한 죠니시 케이는 주식회사 GCREW 소속이다.

## 개요
- 전 NMB48 팀N 멤버.
- 동생은 NMB48 팀BII 죠니시 레이.

## 내력
2013년
- 5월부터 6월에 걸쳐 실시된 《AKB48 32nd 싱글 선발 총선거》에서는 40위로, 넥스트 걸즈에 선출되었다.

2014년
- 2월 24일, Zepp DiverCity에서 개최된 《AKB48 그룹 대조각 축제》에서, 팀N의 부캡틴을 맡는 것이 발표되었다.
- 5월부터 6월에 걸쳐 실시된 《AKB48 37th 싱글 선발 총선거》에서는 58위로, 퓨쳐 걸즈에 선출되었다.

2015년
- 5월부터 6월에 걸쳐 실시된 《AKB48 41st 싱글 선발 총선거》에서는 36위로, 넥스트 걸즈에 선출되었다[1].
- 9월 26일, 자신의 퍼스트 사진집인 《生涯上西宣言》이 발매되었다.

2017년
- 4월 18일, NMB48 극장에서 행해진 졸업 공연으로 인해 NMB48 졸업.

2019년
- 5월, 약 2년 만에 연예 활동 재개. 같은 달 24일 소속사 갈라파고스에 소속[2][3][4].